# Bănia, Caraș-Severin
Bănia este satul de reședință al comunei cu același nume din județul Caraș-Severin, Banat, România.

## Așezare
Bănia, localitatea cu cea mai profundă rezonanță românească între satele almăjene, este așezată în partea sudică a Depresiunii Almăjului.
În cadrul județului Caraș-Severin, Depresiunea „Țara Almăjului” în care se află și satul Bănia ocupă partea sudică. 
Bănia are cea mai mare suprafață între toate satele almăjene, având în general întreg teritoriu cuprins între două râuri mari: Nera la nord-vest și Valea Mare (Berzasca) la sud-est.
Față de satele cu care se învecinează, Bănia se găsește la o distanță de 7 km față de Bozovici, 6 km față de Rudăria (peste deal) și 3,7 km față de Gîrbovăț (peste deal).
Față de principalele căi de comunicație, Bănia este legată prin drumul comunal 42 C, care are o lungime de 4 km și este asfaltat. Acest drum face legătura înspre nord cu drumul județean 571 și de aici mai departe cu drumul național 57 B.
]
Cele mai apropiate stații de linii ferată se află la o distanță apreciabilă față de Bănia. Astfel, față de gara Iablanița suntem la 45 km, față de Oravița la 57 km, iar față de Reșița la
77 km (peste Anina).

## Scurt istoric
Săpăturile arheologice făcute de-a lungul timpului pe teritoriul satului aduc dovezi materiale ale existenței unei loculiri încă din cele mai vechi timpuri, astfel în anul 1878, la 4 km. de sat în dealul "Cracu Otar", s-a descoperit o așezare preistorică, aparținând culturii Coțofeni. Pe Valea Mare, în punctele "Arie" și "Comorâșnița" s-au descoperit vestigii daco-romane cu ziduri și ceramică romană, iar în punctul "Sebeșanu", pe Dealul Țânțara s-a descoperit un castel medieval.
De pe teritoriul satului provin mai multe descoperiri monetare, astfel în zona stațiunii s-a găsit o monedă dacică de tip Ciclova B  și un tezaur format din 250 monede romane din secolul al VI-lea d.Hr. Din locuri neprecizate provin mai multe monede de la Constantin cel Mare și o monedă de bronz de la Constantin I.
Satul Bănia a aparținut începând cu anul 1876 de Comitatul Caraș-Severin din Regatul Ungariei, apartenență ce se încheie în anul 1920, odată cu semnarea Tratatului de la Trianon, tratat ce prevedea stabilirea frontierelor Ungariei cu vecinii săi. În perioada interbelică localitatea va face parte din zona administrativ-teritorială a județului Caraș.

## Relieful
Evoluția paleogeografică (în timp) a reliefului o legăm de evoluția Munților Almăjului, a Munților Semenic și a Depresiunii Almăjului. Odată cu ridicarea Munților Carpați se ridică și Munții Almăjului. Acest proces are loc în cretacicul mediu și se continuă până în sarmațian. Depresiunea Almăjului, care s-a prăbușit odată cu uscatul transilvănean este încet umplută cu depozite miocene (helvețiene și tortoniene), cu aceeași alcătuire geologică ca și a celor din Bazinul Caransebeș-Mehadia, de care, de altfel, este legată printr-o fâșie îngustă de depozite miocene.
Marginea sudică a depresiunii este limitată de o falie care se găsește la contactul Socoloțului cu dealurile mai joase, urmând pe sub Tîlva Gabroțului, Izvoarele Băniuței, pe sub Țînțora (pe Ogașul Corbului). Urmează apoi Valea Mare până la confluența cu Valea Mică, apoi pe sub munte până la Gropăni și Cracotară.
Între procesele actuale, cele mai vizibile, de modelare a reliefului, amintim eroziunea de suprafață și alunecările de teren. Cele mai spectaculoase procese de eroziune și depuneri de roci sedimentare le întâlnim în Lunca Nerei și se datorează deselor ieșiri din matcă ale râului.
În regiunea de deal apar foarte multe ogașe care de fapt sunt niște torenți ce se lărgesc și se măresc permanent.
În zona de munte torenții sunt mai rari pentru că roca dură se află la suprafață. Sunt însă foarte vizibile acțiunile distructive din ultimii ani a Comorîșniței, care, între Jidovenca și Ogașul Prilipcioanei a devastat mai ales versantul stâng al râului.
La suprafață, în regiunea de deal se găsește un strat de argilă, iar în regiunea de luncă se găsește un depozit de aluviuni. În regiunea de munte predomină gnaisul și micașistul care se află peste un fundament granitic.
Lunca râului Nera este mai îngustă înspre est unde se contopește cu Lunca Băniei și devine mult mai largă spre hotarul cu Gîrbovățul. Actualul drum județean nu marchează precis limita dintre luncă și deal, întrucât, peste tot lunca depășește limita drumului, iar drumul este socotit doar un reper. Menționăm că doar prima terasă a luncii este inundabilă și nu toată lunca în întregimea ei.
De-a lungul pârâului Bănia se întinde Lunca Băniei. Ea începe în aval de sat și se contopește cu Lunca Nerei. De aici și până la Gabroț se întinde un deal prelung cu multe fragmentări și subdiviziuni toponimice. Amintim câteva dintre toponimele cele mai uzuale: Gabroțul și Dealul Gabroțului a căror denumire vine de la Ogașul Gabroțului.
Pornind de sub munte, de sub Arșiță, se întinde cel mai lung deal, numit pe hărțile cadastrale, Dealul Mare. Culmea lui, face în cea mai mare parte hotarul cu satul Gîrbovăț, de aceea mulți locuitori ai satului Bănia îi spun, Dealul Gîrboțului. Partea dinspre munte a dealului, poartă numele de Crăcotară sau „Cracul cu Hotarele”. Această porțiune de deal mai apare pe hărțile vechi sub numele de Hotara. Acest deal are versanții foarte lini, depășind în lungime un kilometru în aval de sat. Înspre nord vest se desprind: Cremenița și Grindul.
Culmea munților care marchează și cumpăna apelor, urmează un drum sinuos marcat de: Vîrful Comorîșniței (1015 m), Vîrșețu Mare (1052 m), Curmătura Băniei (1068 m), Domăneasa, Vîrful Răspunsului (915 m).
Fenomenul carstic este prezent în munții noștri doar înspre extremitatea sudică. Cleanțurile care străjuiesc Valea Mare, porțiunile înguste cum sunt Cheile Voinicoțului, izbucurile sau „bigărele”, peșterile sau găurile din stânci, toate trădează un relief calcaros.
Peșterile care există în teritoriul localității Bănia sunt bine ascunse și nu pot fi găsite decât de cunoscătorii acestor locuri. Cea mai mare și cea mai lungă între ele, este peștera de la Gaura Cornii. Aceasta, se află însă, ca o mare deschizătură, într-o vale de doline. Apele unui izvor subteran se infiltrează prin peșteră, căzând ca dintr-o cupolă (dintr-un turn) înalt de vreo 10 – 12 metri, sub forma unor picături fine formând pe jos un strat alunecos. Această peșteră este încă activă. Celelalte peșteri sunt niște goluri subterane suspendate, inactive, așa cum este peștera lui Boja din Cheile Voinicoțului, sau peștera din Cleanțul Pînzei (670 m altitudine) și cea din Cleanțul Zbegului (560 m altitudine).

## Clima
Fiind așezat între paralela de 44º și 42' latitudine nordică și paralela de 44º și 55' latitudine nordică, teritoriul satului Bănia se încadrează perfect în zona climei temperate. Relieful determină însă un climat specific zonei depresionare și un climat specific Munților Almăjului.
Climatul mai blând datorat influenței mediteraneene, face să avem aici un climat de tip banatic. Acest tip de climat se caracterizează prin faptul că iernile sunt mai blânde, verile sunt potrivit de călduroase și precipitațiile înregistrează două maxime; unul primăvara care se continuă de multe ori și în timpul verii și unul la începutul toamnei.
În anotimpul de iarnă se trece ușor de la temperaturi obișnuite, la temperaturi extreme. Un alt fenomen este ceața, pe care o întâlnim dimineața, chiar și în lunile iulie și august.
Temperatura medie anuală în satul Bănia este de + 9,7 °C. Satul se află la o altitudine de 297 – 300 m. față de nivelul mării. În regiunea de munte, temperatura medie anuală este între +7º și + 8,5º C. în funcție de altitudine.
Temperatura medie a verii este de +19º la +20 °C în lunile iulie și august, iar temperatura medie a iernii este în jur de -1 °C. Temperatura maximă absolută s-a înregistrat la 4 iulie 2000 și a fost de +39,6 °C, iar temperatura minimă absolută a fost de –26,7 °C și s-a înregistrat la 15 ianuarie 1980.

## Economie
Economia localității este bazată pe activității în domeniul: exploatării și prelucrării lemnului, prelucrării laptelui, comerțului cu produse agricole, pomiculturii, agroturismului, activitatea de bază rămâne însă agricultura prin cultura plantelor (cartof, porumb) și creșterea animalelor.

## Atracții turistice
- Biserica Ortodoxă cu Hramul "Nașterea Maicii Domnului", construită în anul 1779
- Biserica Baptista "Noul Legamant", construita in anul 1993
- Monumentul Eroilor
- Muzeul Satului
- Situl arheologic
- Moară de apă
- Cheile Nerei